# استان گوریتزیا

استان گوریتزیا (به ایتالیایی: Provincia di Gorizia) از استان‌های کشور ایتالیا است. استان گوریتزیا در شمال شرق این کشور قرار دارد. مرکز این استان شهر گوریتزیا و زیرمجموعه ناحیه فریولی ونتزیا جولیا می‌باشد. مساحت این استان ۴۶۶ کیلومتر مربع و جمعیت آن ۱۴۲٬۰۳۵ نفر است.